# NGC 7288
NGC 7288 é uma galáxia espiral (S0-a) localizada na direcção da constelação de Aquarius. Possui uma declinação de -02° 53' 05" e uma ascensão recta de 22 horas, 28 minutos e 14,9 segundos.
A galáxia NGC 7288 foi descoberta em 1 de Outubro de 1864 por Albert Marth.